# Hans Theilig
Hans Theilig, nemški rokometaš, * 12. avgust 1914, Hamburg, † 6. oktober 1976, Hamburg.
Leta 1936 je na poletnih olimpijskih igrah v Berlinu v sestavi nemške rokometne reprezentance osvojil zlato olimpijsko medaljo.